# Ernest Beardshaw
Ernest Colin Beardshaw (20 tháng 11 năm 1912 – 1977) là một cầu thủ bóng đá thi đấu ở vị trí hậu vệ ở Football League cho Gateshead, Stockport County, Bradford City và Southport và cũng ở non-League cho Peterborough United. Ông sinh ra ở Crawcrook, Ryton, County Durham.